# روش دادسون
روش دادسون (به انگلیسی: Dodgson's method) یک نظام انتخاباتی ترجیحی است که توسط چارلز لاتویج دادسون، مشهور به لوئیس کارول، در سال ۱۸۷۶ به صورت ضمنی پیشنهاد شد. دادسون خود این روش را تأیید و پشتیبانی نکرد. روش دادسون برندهٔ کندورسه را در صورت وجود بر می‌گزیند. اگر برندهٔ کندورسه موجود نبود، برنده نامزدی است که با کمترین جابجایی ترجیحات در برگه‌های رأی به برندهٔ کندورسه مبدل خواهد شد. روش دادسون معیار یکنوایی را نقض می‌کند.